# 礼号作戦
礼号作戦（れいごうさくせん、旧字体：禮號作戰󠄁）は、1944年（昭和19年）12月26日夜中にフィリピンのミンドロ島で実施された日本軍の作戦。

## 概要
礼号作戦とは、太平洋戦争末期の1944年（昭和19年）12月26日に実行された日本海軍の水上艦艇によるフィリピン、ミンドロ島サン・ホセのアメリカ軍に対する攻撃および作戦の名称である。
フィリピンの戦いに伴うレイテ島地上戦やレイテ島増援作戦（多号作戦）展開中の12月15日以降、連合軍はミンドロ島に上陸、ミンドロ島地上戦がはじまった。連合軍は同島に飛行場を建設、さらに魚雷艇部隊を配備した。
ルソン島地上戦に備え持久作戦へ方針転換する第14方面軍（司令官山下奉文陸軍大将）や南西方面艦隊（司令長官大川内傳七中将）に対し、軍令部や連合艦隊は陸軍部隊によるミンドロ島逆上陸作戦を主張する。これに伴い、第二遊撃部隊（指揮官志摩清英中将）麾下の艦艇が、連合軍が占領するミンドロ島に突入することになった。
12月26日夜、第二水雷戦隊司令官木村昌福少将（旗艦霞）指揮下の水上艦艇8隻（重巡洋艦1隻、軽巡洋艦1隻、駆逐艦6隻）はミンドロ島のサンホセ泊地に夜間突入、輸送船攻撃と地上目標に対する艦砲射撃を敢行。ミンドロ島沖海戦が発生した。連合軍機の夜間空襲により駆逐艦清霜が沈没、他艦艇に若干の被害があった。作戦そのものは成功したが、決定的戦果とはいえず、大勢には影響がなかった。連合国軍の制海権も打破するには至らなかった。
また直後に連合軍がルソン島西部リンガエン湾に来襲して上陸作戦を敢行、ルソン島の戦いが始まった。

## 背景

### ミンドロ島上陸
1944年（昭和19年）11月下旬、アメリカ軍を中心とした連合国軍は、レイテ島攻略作戦を順調に進めていた（レイテ島の戦い）。
12月13日、大本営海軍部（軍令部）や連合艦隊は「アメリカ軍大部隊のスールー海進入」という報告を受け、連合艦隊（司令長官豊田副武大将、参謀長草鹿龍之介中将、首席参謀神重徳大佐）は在フィリピンの現地部隊に対し、敵上陸に備えるよう打電した。日本軍は、連合軍がルソン島に直接上陸することを懸念した。南西方面艦隊司令長官の大川内傳七中将は、第二遊撃部隊（指揮官志摩清英第五艦隊司令長官）に対し、戦闘可能艦艇のボルネオ島ブルネイ進出を命じる。この命令は変更され、第二遊撃部隊は12月14日までにベトナム中南部のカムラン湾に集結した。第二遊撃部隊（第五艦隊）は、レイテ沖海戦の結末に鑑み、敵機動部隊の活動下において水上艦による突入の成功見込みがないこと、新南群島（南沙諸島）は天候と敵潜水艦の関係上待機地点として不適当と具申した。
同14日、及川古志郎軍令部総長は昭和天皇に「比島方面ノ作戦指導ニ関シ」奏上する。従来どおりレイテ地上決戦を進めること、そして「(五)情況ニ依リテハ水上艦艇ノ突入作戦ヲ実施ス　現在南西方面ニテ行動可能ノ海上兵力ハ戦艦二隻、巡洋艦三隻、駆逐艦八隻(十二月中ニ 二隻増勢ノ予定)デ御座イマス　局地海上兵力ノ現状ハ別表〔略〕ノ通デ御座イマス」と奏上し、水上艦艇による突入作戦について言及した。
12月15日早朝、連合軍はミンドロ島に上陸した。
これに対し日本軍（陸軍、海軍）はフィリピンの各航空基地から、新たに出現した連合軍艦隊に航空攻撃を敢行した。この時点での日本軍航空隊は消耗して弱体化しており、神風特攻隊（体当たり攻撃）が主要な攻撃方法となっていた。
12月13日夕刻、特攻隊（爆戦少数など）が連合軍艦隊を攻撃、大型巡洋艦2隻に命中して炎上を報じた。実際には船団旗艦の米軽巡ナッシュビルが大破、駆逐艦に護衛されて退避した（詳細後述）。14日の航空攻撃は、連合軍艦隊を発見できず、また日本軍基地に対する米軍機動部隊の空襲で戦果をあげられなかった。15日のミンドロ島上陸当日には、特攻機とその護衛機併せて海軍47機、陸軍13機が攻撃に向かった。
だが第四航空軍の陸軍機は全滅、海軍機も帰還十数機のみの大損害を蒙った。米軍機動部隊から飛来した艦上機の空襲も激しく、日本軍航空隊は大きな戦果を挙げられなかった。その後も小規模ながら日本軍航空隊の波状攻撃は続けられたが、アメリカ軍機動部隊（第38任務部隊）の活動により、日本軍航空戦力は大打撃を受けた。16日、連合軍はサンホセを完全に占領。ただちに飛行場の稼働準備に入った。
12月17日、米軍機動部隊は燃料補給のためルソン島東方海面に移動したが、折しもコブラ台風に遭遇して駆逐艦3隻を喪失、損傷艦艇多数を出し、燃料補給も出来なくなった。このため米軍機動部隊は修理と補給のためウルシー環礁に引き上げた。
機動部隊による防空は出来なくなったが、ミンドロ島のサンホセ飛行場への米軍機進出は順調に進んでいた。日本軍航空部隊は、昼間は特攻攻撃を敢行、夜間は少数機による空襲を続行したが、決定的戦果を挙げられなかった。
間もなくミンドロ島の米軍飛行場が稼働を開始、P-38ライトニング戦闘機、P-47サンダーボルト戦闘機、P-61夜間戦闘機、重爆撃機 B-24の活動がはじまる。日本軍航空隊の活動は低調化した。日本陸軍航空隊はネグロス島のバコロド航空基地から出撃していたが、同地も米軍機の空襲に晒され地上で損害を出した。連合軍飛行場に対する昼間攻撃はさらに難しくなり、日本側は10機未満での夜間空襲を続けた。
日本艦隊が攻撃した26日、ミンドロ島の2ヶ所の飛行場には連合軍機約120機（B-25爆撃機3、P-38戦闘機44、P-47戦闘機28、P-40戦闘機20）が展開していた。

### 連合軍船団の行動

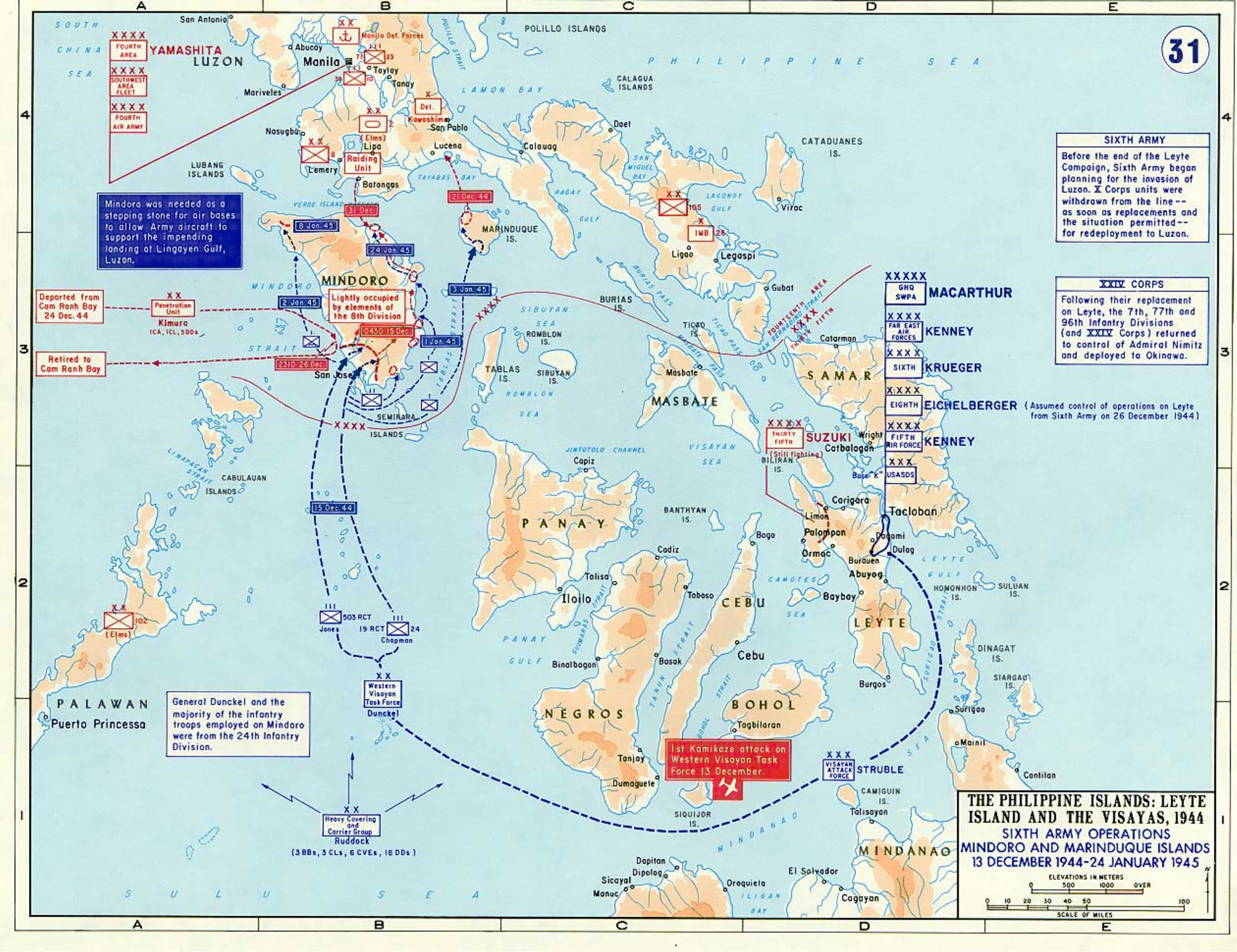
ミンドロ島攻略戦（礼号作戦を含む）

ダグラス・マッカーサー陸軍元帥の指揮下、ミンドロ島攻略に従事したのは、ウォルター・クルーガー中将が率いる第六軍であった。アメリカ軍の戦力は、上陸船団がアーサー・D・ストラブル少将率いる軽巡ナッシュビル他護衛駆逐艦12、高速輸送艦（APD）8、LST30、LSM12、LSI31、掃海艇17、雑舟艇14であった。
その直接護衛として重巡1、軽巡2、駆逐艦7、高速魚雷艇23が船団前方を行き、更に護衛空母6、戦艦3、重巡3、駆逐艦18が上空援護部隊として間接護衛するといった陣容であった。
連合軍は、日本軍航空隊の空襲、日本艦隊の襲撃、逆上陸作戦に警戒を余儀なくされた。
12月13日、上陸部隊旗艦ナッシュビルが特攻機により大破して後退（旗艦を駆逐艦ダッシールに変更）。駆逐艦ハラディンも大破した。間接護衛隊は日本艦隊出撃の誤報により急行したが、実際には日本陸軍の機動艇で、代わりにこれを撃沈した。
12月15日、第六軍隷下の第24歩兵師団（ロスコー・B・ウッドラフ少将）、歩兵第19連隊と第503空挺歩兵連隊がミンドロ島に上陸した。日本軍の特攻機によりLST-738が炎上して放棄された。護衛空母「マーカス・アイランド」が小破した。上陸船団にはなるべくミンドロ島付近には停泊しないよう指示が出されており、15日夜には掃海艇2隻と魚雷艇23隻を島に残して離脱した。
日本軍機は、ミンドロ島周辺の連合軍艦船や、建設中の飛行場に少数機による夜間空襲をおこなった。日中は特攻機が出撃し、第一回補給船団は少なからず損害を受ける。12月21日、特攻機によりLST-460とLST-749が失われた。22日、LST-472が沈没した。第二回補給船団は日本軍機の空襲で、輸送船3隻、駆逐艦2隻、上陸用舟艇5隻を喪失した。連合軍輸送船団は揚陸の完了しなかったリバティ型貨物船4隻を残して即日出港した。

### ミンドロ島逆上陸と日本軍の対応
連合軍のミンドロ島来襲の直前にあたる12月14日、第14方面軍（司令官山下奉文陸軍大将）は大本営に対し、レイテ島決戦よりもルソン島決戦に徹底することを意見具申した。
12月15日、南方軍も大本営に打電をおこない、意向をただした。同日、連合軍はミンドロ島に来襲して上陸を開始する（上述）。
連合軍の新攻勢は、日本軍各方面に衝撃を与えた。大本営陸軍部は、南方軍および第14方面軍に「海軍側と検討して連絡する」と返答した。陸軍部はレイテ決戦に悲観的になりつつあり、第14方面軍に至っては独自にルソン島持久作戦への転換を開始して、海軍の南西方面艦隊に同調するよう求めた。陸軍の動きに対し、海軍中央（軍令部、連合艦隊）はあくまでレイテ決戦続行の方針を示した。
ミンドロ島の日本軍の防備は手薄であった。ルソン島の防衛だけで手一杯になっていた日本軍が、ミンドロ島に橋頭堡を築いた連合軍に対して出来ることは、航空機による妨害と、水上艦艇による奇襲だけであった。水上艦による攻撃に関しては、敵警戒兵力が手薄であると判断したので、突入計画が立案された。まず第三十一戦隊の第43駆逐隊及び第52駆逐隊所属の駆逐艦複数隻（梅、桃、榧、杉、樫）による突入が計画されたが、故障や燃料不足のため中止となった。南西方面部隊は再び突入計画を検討する。第43駆逐隊によるミンドロ島西部マンガリン湾突入計画を立案したが、各隊・各艦はフランス領インドシナ（仏印）沿岸に退避していたので実施に至らなかった。19日、南西方面部隊は駆逐隊に対し、第二遊撃部隊への合流を下令した。
日本海軍は、米軍のミンドロ島拠点化および航空基地確立に危機感を持った。この方面から重爆撃機が発進するようになると南シナ海の日本軍輸送船団が空襲に晒され、シーレーンが遮断されてしまう。
連合艦隊は、第二遊撃部隊や航空兵力の掩護下において、日本陸軍の地上部隊によるミンドロ島渡海攻撃（逆上陸）を要求した。
大本営の一部や南方軍総司令部も同様の方針だった。
だがマニラの第14方面軍司令官山下奉文陸軍大将は「作戦成功の成算なし」と判断、逆上陸に同意しなかった。山下将軍（第14方面軍）は既にマニラ放棄・ルソン持久作戦の準備を進めていたのである。山下陸軍大将の意向に対し、有馬馨南西方面艦隊参謀長は以下のように回想している。
12月18日、大本営はレイテ島決戦の方針を転換し、ルソン島持久作戦への切り替えを決定した。
第4航空軍司令官の富永恭次陸軍中将は「ルソン島に米軍が上陸すれば、マニラやクラーク航空基地はすぐに占領されて航空作戦は実施できない」としてルソン持久作戦に反対し、ミンドロ島の連合軍攻撃続行を主張した。
同日、マニラの陸海軍司令部でも南方軍総参謀長・南西方面艦隊参謀・第一連合基地航空部隊参謀など首脳部が集まり、今後の作戦方針について協議を実施する。同会議は逆上陸案について議論が交わされ、第14方面軍は「成功の見込みなし」として逆上陸に反対、第4航空軍は「連合軍のルソン島来攻を遅延させれば、ルソン作戦準備の時間ができる」として支持、現地海軍側幕僚（第一連合基地航空隊）や連合艦隊は逆上陸を強硬に主張、南西方面艦隊は「小兵力のため精神的効果以上に期待できず、実行困難」（作戦会議では沈黙）という態度をとった。
海軍中央部（軍令部、連合艦隊司令部）は、連合艦隊参謀長草鹿龍之介海軍中将・同首席参謀神重徳大佐・同航空参謀淵田美津雄大佐・大本営海軍部参謀（軍令部第一課）岡田貞外茂中佐をマニラに派遣、一行は空路で12月23日クラーク基地に到着した。
草鹿中将は、まず第一連合基地航空部隊首脳部（大西瀧治郎第一航空艦隊司令長官、福留繁第二航空艦隊司令長官）と会談した。席上、岡田中佐は特攻兵器桜花を台湾に配備し（雲龍の桜花マニラ行き輸送失敗後、ヒ87船団参加の空母龍鳳で輸送）、クラーク基地から発進した戦闘機と空中で合同させ、神雷部隊によるレイテ総攻撃を提案した。
翌24日、連合艦隊参謀長一行はマニラに移動し、南西方面艦隊司令部と会談する。続いて草鹿中将は第14方面軍司令部（司令官山下奉文陸軍大将、参謀長武藤章陸軍中将）と会見し、「ミンドロ島逆上陸」を直接要請した。草鹿の回想によれば「山下大将は躊躇なく快諾」「武藤参謀長とも話が順調に進み」「精鋭一個連隊の逆上陸」が決まったという。ところが、実際に派遣されたのは第八師団の歩兵第17連隊などから抽出された一個大隊（指揮官：幡谷少尉、斬込隊約110名）であった。この部隊は大発動艇でミンドロ島北部に上陸した。
連合艦隊がミンドロ島逆上陸を主張する最中、日本陸軍は中比・南比持久転移について意見を一致させる。12月25日、山下大将はルソン持久作戦への転移を命令した。

### 第二遊撃部隊の作戦準備
捷一号作戦に参加した日本海軍の水上艦部隊は、10月下旬のレイテ沖海戦で第一遊撃部隊（第二艦隊基幹）と小沢機動部隊（第一機動艦隊）が壊滅的被害を受けた。海軍中央（軍令部、連合艦隊）は比較的損害の少なかった第二遊撃部隊（指揮官志摩清英海軍中将／第五艦隊司令長官）に健在兵力を集中させ、ひきつづき南西方面部隊（指揮官大川内傳七中将／南西方面艦隊司令長官）の指揮下でフィリピン方面作戦（多号作戦など）に従事させた。
11月中旬になるとアメリカ海軍機動部隊の猛攻により第二遊撃部隊も大損害を蒙り、根拠地としていたルソン島のマニラから撤退して新南群島（南沙諸島）、ベトナムのカムラン湾、シンガポール近辺のリンガ泊地などに分散した。第一遊撃部隊に所属していた戦艦は内地へ帰投したので、この方面における日本海軍の有力な水上艦隊は第二遊撃部隊のみになった。
及川古志郎軍令部総長が12月14日に昭和天皇へ奏上したように、大本営海軍部は「情況ニ依リテハ水上艦艇ノ突入作戦ヲ実施」する意向だった。この頃、第二遊撃部隊は潜水艦（バーゴール）の雷撃で大破した重巡「妙高」の救援と護衛に、駆逐艦複数を派遣していた。
清霜は第10次多号作戦に従事するよう発令されたが、連合軍の進撃により作戦中止となり、カムラン湾で遊撃部隊本隊に合流した。
12月16日朝、南西方面部隊指揮官は松型駆逐艦によるサンホセ突入と「砲雷による在泊艦船攻撃」を命じたが（17日夜半実施予定）、出撃が間に合わず延期を指示した（上述）。続いて「菲島方面当面作戦方針」で「航空部隊ヲ以テ極力『ミンドロ』島方面ニ對スル敵増援補給ノ遮斷　同支援機動部隊ノ増援竝ニ『サンホセ』方面敵航空基地ノ制壓及使用封止ニ努ム」「第二遊撃部隊及第三十一戦隊ハ適時『サンホセ』附近在泊中竝ニ増援中ノ敵艦船ヲ奇襲攻撃」とし、日本陸軍が逆上陸をおこなう場合は支援するよう指示した。
日本本土では、第一機動艦隊および第三艦隊の解隊とともに雲龍型航空母艦や大和型戦艦改造空母「信濃」で第一航空戦隊（連合艦隊付属）が再編され、一航戦司令官古村啓蔵少将の指揮下で航空母艦と艦上機を用いた特攻作戦「神武特別攻撃隊」を準備していた。だが「信濃」は輸送任務をかねて第17駆逐隊と共に回航中、潜水艦の雷撃で桜花もろとも沈没した。この後、連合艦隊は母艦部隊による特攻作戦を認めず、一航戦の空母「雲龍」と「隼鷹」および軽空母「龍鳳」に桜花輸送を命じた。17日、駆逐艦時雨（二水戦、第21駆逐隊）は特攻兵器「桜花」や軍需品を満載した雲龍を護衛して呉を出発（他に檜と樅が護衛）、桜花装備部隊（神雷部隊）をミンドロ島戦に投入するためマニラに向かっていた。19日、雲龍はアメリカ潜水艦（レッドフィッシュ）に撃沈された。時雨は舵修理のため内地へ帰投、檜と樅のみ台湾で遭難者を下したあと、マニラに進出した。
12月20日、大川内中将は第二遊撃部隊指揮官に対し、麾下の第二水雷戦隊司令官木村昌福少将を指揮官とする挺身部隊の編成を発令し、22日以降に水上部隊（巡洋艦1-2隻、駆逐艦4-6隻）ですみやかにミンドロ島へ突入することを下令した（NSB電令作第838号）。霞は妙高の救援護衛任務を他部隊派遣艦艇や初霜などに任せ、カムラン湾にむかった。
フィリピン近海に存在していた日本海軍艦船がかき集められ、第二遊撃部隊がベトナムのカムラン湾に集結した。戦時編制においては第二艦隊隷下にある第二水雷戦隊は、多号作戦開始時に第二遊撃部隊に編入された。11月15日の再編と戦時編制変更後も、軍隊区分としては第二遊撃部隊に所属していた。
軽巡「大淀」に将旗を掲げていた二水戦司令官木村昌福少将は、南西方面部隊に「（水上艦隊による艦砲射撃は）大勢に及ぼす影響は少ないのではないか」と打診している。第二遊撃部隊側（志摩中将、木村少将）は駆逐艦のみによる12月23日夜サンホセ突入案を南西方面艦隊参謀長有馬馨少将と陸軍南方総軍司令部に意見具申したところ、日本海軍・陸軍の作戦打ち合わせが全く出来ていないことが判明し、第二遊撃部隊側を唖然とさせた。
当時、第四航空戦隊（司令官松田千秋少将）の伊勢型航空戦艦2隻も第二遊撃部隊に所属しており、カムラン湾に停泊していた。作戦実施にあたり、第二遊撃部隊（指揮官志摩清英第五艦隊司令長官）は旗艦としていた重巡洋艦「足柄」を挺身部隊に編入し、第二遊撃部隊の将旗を「日向」に掲げた。
第二遊撃部隊所属艦のうち、駆逐艦潮は悪天候で損傷し、妙高護衛を切り上げヒ82船団に合流して内地に向け帰投中であった。重巡羽黒（二番主砲塔破損中、第五戦隊）と駆逐艦初霜（第21駆逐隊）および海防艦千振は、大破した妙高をシンガポールにむけて護送しており、礼号作戦に参加できなかった。
また木村少将は旗艦を軽巡洋艦「大淀」から駆逐艦「霞」に変更する。その理由として「巡洋艦よりも小回りが利き機動性のある駆逐艦を選んだ」・「臨時に追加された大淀や足柄よりも第一水雷戦隊司令官として昭和18年より麾下にあり、意思疎通の容易な霞を選んだ」「大淀と足柄は借り物としての意識があったから」ともいわれる。2YB（第二遊撃部隊）信電令作第7号（2YB機密第201639番電）では「二水戦司令官は駆逐艦6隻を指揮してNSB電令作第838号に依るサンホセ突入作戦を実施すべし」とある。だがNSB電令作第838号では突入兵力について「二水戦司令官指揮、巡洋艦1乃至2隻、駆逐艦4乃至6隻」と指定していた。第二遊撃部隊は2YB信電令作第8号（2YB機密第210730番電）で「第7号による突入作戦兵力に足柄、大淀を加ふ」と訂正している。
志摩中将（第五艦隊長官）は「それならいっそのこと長官が全部隊を率いて本作戦を指揮する方が適当だとも考えたが、木村司令官の面子もあり、計画の変更は徒らに事を紛糾させる虞があるので、歴戦の経験者たる木村司令官に一任することにした」と回想している。
12月22日夕刻、礼号部隊はカムラン湾に移動。12月25日夜のミンドロ島突入が計画されたが、天候悪化による部隊集結の遅延から、26日夜の突入に変更された。給油作業などの出撃準備が進められた。

## 戦力
日本海軍
挺身部隊（挺身部隊指揮官:第二水雷戦隊司令官木村昌福少将）
- 第一挺身隊[178]（木村少将直率）[179]
  - 旗艦：駆逐艦 霞
  - 一番隊（指揮官：第2駆逐隊司令白石長義大佐）[180]：駆逐艦 清霜、朝霜
  - 二番隊（指揮官：榧駆逐艦長岩淵悟郎少佐）[181]：駆逐艦 榧、杉、樫
- 第二挺身隊[178]（指揮官：足柄艦長三浦速雄大佐）[179]
  - 重巡洋艦 足柄
  - 軽巡洋艦 大淀

航空支援：第一連合基地航空部隊（天山、月光、瑞雲など各少数）
アメリカ軍
- 基地航空機：120機
- 在泊艦船：輸送船4隻、魚雷艇10隻
- 第77.14任務群[186]（司令官：T・E・チャンドラー少将） - 日本艦隊迎撃のため出動。
  - 第4巡洋戦隊：重巡ルイビル、ミネアポリス、軽巡フェニックス、ボイシ
  - 第56駆逐戦隊：駆逐艦8隻[注釈 13]

## 経過

### 出撃
1944年（昭和19年）12月24日、第二水雷戦隊司令官木村昌福少将指揮下の挺身部隊は仏領インドシナのカムラン湾を出撃した。
挺身部隊は当初マニラに向けて航行する偽装針路を取った。これが奏効したのか24、25日と連合軍の触接も受けず挺身部隊は順調に進撃した。12月26日未明、針路を南南東としミンドロ島沖への針路を取る。11時37分南西方面艦隊司令部より挺身部隊に宛てて「飛行偵察ノ結果、ミンドロ方面ノ敵艦船少ナキガゴトキモ、本状況ハ一両日間変更ナキモノト認メラルルニツキ、予定通リ本夜突入スルヲ可ト認ム。」と通信が入る。この情報より木村司令官は麾下の全軍に以下のように訓示した。
部隊はどんどん南下していったが、依然連合軍に発見されなかった。26日16時3分、かねての予定通り、足柄から水上偵察機2機が対潜哨戒に発進する。
16時25分頃、足柄は水上偵察機を射出した。同時刻、挺身部隊はアメリカ軍機（B-24リベーレーター爆撃機）に発見された。B-24は直ちに周辺部隊に向けて「敵発見」の打電を行い、足柄は「北緯12度48分、東経119度12分、戦艦1、巡洋艦1、駆逐艦6、針路90度、速力28ノット」という電文を傍受している。しかしこれを木村司令官は意に介せずそのまま部隊を進撃させ、関係各部に対して「予定通リ、突入ス」と打電した。18時から20時にかけてB-25ミッチェル双発爆撃機やP-38ライトニング戦闘機などアメリカ軍機が続々と部隊上空にやってくるが、数が少なく周辺を飛行するだけで攻撃はかけてこなかった。

### アメリカ軍の対応
日本艦隊を発見したアメリカ軍は、ミンドロ島の航空部隊による攻撃を命じるとともに、第7艦隊 (U.S. Seventh Fleet) の一部をチャンドラー少将の指揮の下で迎撃に向かわせた。しかしミンドロ島の航空部隊は爆弾の備蓄などが不十分で、戦闘機による機銃掃射なども含めたありあわせの攻撃を行うことになった。
ミンドロ島には、輸送船4隻と魚雷艇10隻のみが在泊中だった。輸送船にはマンガリン湾のイリン島の島影への退避が命じられ、魚雷艇は迎撃態勢に入った。

### 空襲
現地は18時39分、日没を迎えた。しかし当日の天候は晴れ、月齢11と夜になっても部隊は上空から丸見えであった。20時42-45分、まず朝霜が爆撃を受けた。これは命中しなかったが、これを皮切りに続々とアメリカ軍機が各艦に攻撃を始めた。21時01分、今度は大淀が爆撃を受けた。250kg爆弾2発が命中したが何故かこの爆弾には信管が付いておらず、一発は艦橋脇を貫通し海中へ突入し、もう一発は缶室直上まで甲板を貫通して止まった。次に清霜（第2駆逐隊司令白石大佐、艦長梶本顗中佐）が狙われ、舷中部に爆弾1発が命中、これが機関室を直撃、航行不能となるとともに浸水が始まった。しかし他艦に救助に当たる余裕は無く、洋上に停止し炎上する清霜を取り残して礼号部隊は進撃していった。清霜はその後30分ほどで沈没した。
このほか足柄にB-25が衝突し、火災が発生した。死傷者は70名に上った。

### 艦隊突入ス
挺身部隊はマンガリン湾に突入し、23時頃サンホセの敵上陸地点に向けて攻撃を始める。まず、上陸地点沖合にいた輸送船4隻に砲雷撃を加え、3隻以上の撃沈破を報じた。アメリカ軍の記録では、輸送船「ジェームス・A・ブリーステット」が大破炎上した。ついで、海岸の物資集積所に向けて砲撃を開始。約20分間、砲撃を行った。 
戦闘の間、足柄から発進した水偵が照明弾を投下したほか、基地から発進した瑞雲3機が飛来して援護を行った。アメリカ軍は魚雷艇PT-77など数隻が航空機の攻撃で損傷している。日本陸軍（第四航空軍）も戦闘機8機と重爆撃機1機を出動させ、飛行場4箇所炎上を報じた。

### 日本艦隊の帰投
12月27日午前0時04分、木村司令官は攻撃終了命令を出し、部隊は避退行動に移った。
避退途中で木村司令官は「これより清霜の救助に旗艦があたる。各艦は合同して避退せよ」と下令した。そして、上空に敵機がおり敵魚雷艇の襲撃の危険性がある中、駆逐艦2隻（霞、朝霜）は清霜生存者の救助を始めた。木村司令官の指揮官先頭と人命救助の行為に、挺身部隊各艦は感激を覚えたという。2時15分、両艦は救助活動を終了（後述）、増速して先行部隊に追いついた。12月28日、第43駆逐隊と第52駆逐隊は南西方面部隊警戒部隊に編入された。礼号作戦に参加した松型駆逐艦3隻も、第二遊撃部隊から警戒部隊に復帰した。木村司令官直率の4隻は28日午後6時30分にカムラン湾到着。
第二水雷戦隊旗艦は大淀に戻った。
松型3隻はアメリカ潜水艦（デイス）に撃沈された給糧艦野埼の生存者を救出しつつ、サンジャックに帰投した。サンジャックへ移動後、第二遊撃部隊はリンガ泊地またはシンガポールへ向かった。なお、清霜の乗員342名のうち隊司令と艦長ふくめ259名が救助された。行方不明は81名と記録されているが、アメリカ軍魚雷艇に5名が救助されていた。
迎撃に派遣された巡洋艦4隻、駆逐艦8隻からなるチャンドラー部隊は日本艦隊を捕捉出来なかった。
12月29日、連合艦隊一行（草鹿参謀長、神大佐、淵田大佐）はフィリピンを出発し、高雄経由で内地に帰投した。草鹿達と共にマニラに出張していた岡田貞外茂中佐（岡田啓介海軍大将長男）は、12月26日に戦死した。
1945年（昭和20年）1月3日、第二水雷戦隊司令官は木村昌福少将から古村啓蔵少将に交代した（着任・退任1月4日）。飛行艇便で内地に戻った木村少将は、1月31日に昭和天皇に拝謁して戦況を報告した。

## 結果
この戦闘で日本側の作戦は成功し、太平洋戦線における帝国海軍の組織的戦闘における最後の勝利であるとも言われる。沈滞気味であった水上部隊の士気高揚に繋がった。
12月27日に及川軍令部総長が昭和天皇に奏上した戦果報告では
『(経緯略)
　突入部隊ハ「カムラン」湾出撃以後、敵ニ発見セラルルコトナク予定ノ航路ヲ進撃中デ御座イマシタガ　昨二十六日午後四時二十五分以後敵B-二四型一機ノ觸接ヲ受ケツツ予定通「サンホセ」ニ突入致シマシテ午後九時十五分　「マンガリン」湾ニ於キマシテ砲雷撃ニ依リ敵輸送船四隻ヲ撃沈破致シ　更ニ陸上物資集積所ヲ砲撃致シテ居リマス　其ノ後敵機十数機及魚雷艇数隻ト交戦致シマシテ　敵魚雷艇一隻ヲ撃沈敵機一機ヲ撃墜後　攻撃部隊ハ本日〔十二月二十七日〕午前零時十分頃攻撃ヲ止メ　「カムラン」湾ニ向ケ帰途ニ就キマシタ模様デ御座イマス
(航空部隊戦果、損害略)』となっている。
12月28日の大本営発表では、水上部隊の奇襲と航空攻撃により「輸送船4隻、魚雷艇1隻、小型舟艇2隻撃沈、敵飛行場ならびに物資集積場を砲撃して破壊、わがほうの損害は駆逐艦1隻大破」と報じた。
もっとも、アメリカ側の記録では損害は輸送船1隻喪失と魚雷艇数隻損傷のほか、飛行場施設が若干の損傷、荷揚作業が一時中断した程度になっている。航空部隊は26から31機を喪失し、うち20機が直接の戦闘による喪失で、残りは滑走路の破損のため着陸できずに失われたものである。いずれにしろ、戦況の大勢には影響を与えなかった。連合艦隊参謀長草鹿龍之介中将は、海軍兵学校同期の木村昌福少将と本作戦について以下のように回想している。
これに対し、第二遊撃部隊指揮官志摩清英中将（第五艦隊司令長官）は本作戦を以下のように回想している。
12月30日、ハルゼー提督が率いるアメリカ軍機動部隊（第3艦隊）はウルシー環礁を出撃して台湾方面に出動する。1945年（昭和20年）1月初旬のルソン島リンガエン湾上陸作戦を支援しつつ、1月9日にはルソン海峡を突破して南シナ海に進出。カムラン湾付近に潜伏中と推定した日本艦隊（日向、伊勢）を攻撃することで、リンガエン湾からミンドロ島間の補給路を安全にしようとした。だが礼号作戦部隊を含む日本艦隊の大部分はカムラン湾からリンガ泊地に退避していたので発見できず、仏印周辺で行動していた香取型練習巡洋艦3番艦「香椎」（第101戦隊旗艦）や輸送船団（ヒ船団）、フランス海軍極東艦隊の軽巡「ラモット・ピケ」を攻撃。続いて台湾や香港を強襲した。アメリカ軍機動部隊の活動により、ヒ86船団とヒ87船団は壊滅した（グラティテュード作戦）。